# Hitman 2: Silent Assassin
Hitman 2: Silent Assassin – gra komputerowa z gatunku skradanek, stworzona przez IO Interactive. Została wydana przez Eidos Interactive 30 września 2002 roku na platformę Xbox, 2 października 2002 roku na platformę PlayStation 2 i 3 października 2002 roku na platformę Microsoft Windows. W Polsce trafiła do sprzedaży za sprawą Cenegi 16 października 2002 roku na Microsoft Windows i 21 października 2002 roku na PlayStation 2. 19 czerwca 2003 roku Eidos Interactive wydał grę na czwartą platformę – GameCube. Gra jest kontynuacją Hitmana: Codename 47 i zarazem drugą częścią serii Hitman.
Do kwietnia 2009 roku gra sprzedała się w nakładzie 3,7 miliona egzemplarzy na całym świecie, co czyni ją najlepiej sprzedającą się grą z serii.
Gra została dobrze odebrana przez recenzentów – chwalili oni poprawienie najważniejszych błędów znanych z poprzedniej części, a także ulepszoną grafikę i większą liczbę broni.

## Fabuła
Agent 47 po wydarzeniach z poprzedniej części gry decyduje się porzucić zawód płatnego zabójcy i zamieszkać w klasztorze na Sycylii, gdzie pod okiem ojca Vittorio rozpoczął nowe życie jako ogrodnik. Pewnego dnia ojciec Vittorio zostaje porwany, a Hitman otrzymuje telefon z żądaniem 500 000 dolarów okupu. Nie mając takiej kwoty pieniędzy, Agent 47 decyduje się na jedyne, jego zdaniem, słuszne rozwiązanie w tej sprawie – powrót do dawnego fachu. W tym celu kontaktuje się z agencją ICA, której oferuje swoje usługi w zamian za rozpoczęcie poszukiwań księdza. Jego dawna kontrolerka z agencji, Diana, informuje go, że za porwaniem duchownego stoi Giuseppe Giulliano, szef mafii sycylijskiej. Hitman udaje się więc do posiadłości Giulliano i zabija go, lecz w budynku nie znajduje porwanego księdza. Gdy raportuje o tym Dianie, ta potwierdza, że ojciec Vittorio został gdzieś przeniesiony, a dowodem na to jest materiał satelitarny, na którym było widać, jak ksiądz jest ciągnięty przez czterech wyglądających na Rosjan umundurowanych mężczyzn, a ślad całej sytuacji urywa się na lotnisku. Kontrolerka dodaje także, że może postarać się dowiedzieć więcej o sprawie, jednak w zamian Agent 47 będzie musiał wykonać kilka misji dla agencji.
Wkrótce Agent 47 w pełni powraca do dawnej profesji. Na początek jedzie do Petersburga, gdzie zabija czterech rosyjskich generałów: Rinata Rumiancewa podczas spotkania z kilkoma innymi wojskowymi w jednym z budynków w centrum miasta, Makarowa podczas spotkania z mafijnym kontaktem Igorem Kubaską w Parku Kirowa, Michaiła Bardaczenkę w tajnym, podziemnym bunkrze (przy okazji uwalnia także więzionego tam agenta Smitha, z którym wcześniej zetknął się w restauracji w Hongkongu i szpitalu psychiatrycznym w Rumunii) i Władimira Żupikowa podczas przyjęcia w ambasadzie Niemiec. Następnie jedzie do Japonii, w której zabija handlarza bronią Masahiro Hayamoto (aby ustalić miejsce pobytu Hayamoto – stary zamek w górach w środkowej Japonii – najpierw musiał zabić jego syna i umieścić w jego ciele nadajnik GPS) i do Malezji, gdzie w piwnicy budynku centrum finansowego w Kuala Lumpur eliminuje, jak początkowo sądził, Charliego Sidjana, hakera oskarżanego o kradzież amerykańskiego oprogramowania wojskowego. Po zabójstwie Agent 47 dowiaduje się jednak, że w rzeczywistości pozbawił życia brata bliźniaka Sidjana. Później, w apartamencie na jednym z wyższych kondygnacji budynku zabija „właściwego” Sidjana i realizuje poboczną część zlecenia – umieszcza urządzenie hakerskie w głównym terminalu komputerowym, aby klient agencji mógł odzyskać skradzione oprogramowanie. Ten jednak odkrywa, że oprogramowanie zostało przejęte przez indyjską grupę kultu.
Z kolejną misją Hitman udaje się do Nurestanu w Afganistanie, gdzie musi odzyskać cenną przesyłkę skradzioną przez lokalnych rebeliantów. Agent 47 zabija czterech znaczących członków rebelianckiej bojówki: porucznika Ahmeda Zahira, pułkownika Mohammada Amina, chana Abdula Bismilaha Malika i porucznika Yussefa Husseina, a następnie wywozi ładunek z podziemnej bazy na pustyni na powierzchnię, który jednak wkrótce potem zostaje skradziony przez członków grupy kultu z Indii i towarzyszącego im łysego mężczyznę w garniturze. Niedługo później Agent 47 leci do Miasta Świątyń w Pendżabie w Indiach, w którym musi zabić przywódcę grupy kultu, Deewanę Ji. Po otrzymaniu informacji od przebywającego na miejscu agenta Smitha Hitman udaje się do gurudwary, gdzie zabija propagandzistkę grupy kultu i osobistą lekarkę Ji, doktor von Kamprad, a następnie na Wyspę Szpitalną, na której w podziemnym kompleksie szpitalnym podstępnie uśmierca przywódcę grupy kultu, leżącego na stole operacyjnym przed planowaną operacją serca. Później, w trakcie ucieczki z wyspy Agent 47 zostaje zaatakowany przez podobnego do siebie łysego człowieka, jednak skutecznie odpiera jego atak i ucieka.
Wkrótce po zabójstwie Deewany Ji agencja dowiedziała się, że wszystkie dotychczasowe misje Agenta 47 zlecał ten sam klient, Siergiej Zaworotko, który okazał się być ogólnoświatowym terrorystą i handlarzem bronią. Wszystkimi celami Hitmana były osoby, które w różny sposób były zaangażowane w transakcję dotyczącą dwóch głowic jądrowych, niedawno zakupionych przez Zaworotkę, a przesyłka, którą Hitman miał „odzyskać” w Nurestanie zawierała komponenty głowic, które Zaworotko planował sprzedać indyjskiej sekcie. Głowice te posiadały oprogramowanie sygnatury klucza, oszukującego amerykański system obrony przeciwrakietowej, a Zaworotko, który miał powiązania z rosyjskim rządem i wojskiem, musiał wyeliminować wszystkich zaangażowanych w transakcję, dlatego jako klient zaoferował kontrakty Agentowi 47. Jednak gdy sekta z Indii zdradziła go, kradnąc ładunek, zaoferował zlecenie zabicia przywódcy sekty w ramach zemsty.
Niedługo później agencja na zlecenie ONZ (przyjęte wbrew własnym zasadom, w których nie mieściło się branie zleceń od międzynarodowych organizacji politycznych) nakazuje Hitmanowi zabicie Siergieja Zaworotki w jego siedzibie w Petersburgu – budynku, w którym wcześniej agent zabił pierwszego z rosyjskich generałów. Na miejscu okazuje się, że na Agenta 47 została przygotowana zasadzka, w której główną rolę miał odegrać jeden z „genetycznych braci” Hitmana – Agent 17, który wcześniej nieskutecznie zaatakował Hitmana w trakcie ucieczki z wyspy. Hitman podstępem eliminuje jednak Agenta 17, a następnie dowiaduje się, że Zaworotko, który zaangażował Agenta 17 do udziału w zasadzce, obecnie znajduje się w sycylijskim klasztorze i więzi ojca Vittorio. Hitman jedzie więc do klasztoru, gdzie na początku musi się zmierzyć z wysłanymi przeciwko niemu przez Zaworotkę kilkoma jego najlepszymi ochroniarzami. Po pokonaniu ich Agent 47 zabija także pozostałych, zgromadzonych w przyklasztornym kościele ochroniarzy i samego Zaworotkę. Oswobodzony ojciec Vittorio daje następnie Agentowi 47 różaniec i prosi go, aby poszedł dobrą drogą życiową, ale Hitman uznaje, że nie jest w stanie znaleźć wewnętrznego spokoju i zostawiając różaniec na drzwiach kościoła, oficjalnie wznawia swoją karierę płatnego zabójcy.

## Rozgrywka
Hitman 2: Silent Assassin jest mającym widok w perspektywie trzeciej osoby połączeniem gry akcji i skradanki, fabularnie obracającym się wokół płatnego zabójcy znanego jako Agent 47, który pracuje dla International Contract Agency, międzynarodowej organizacji zrzeszającej zawodowych zabójców, oferujących swoje usługi zamożnym lub wpływowym klientom.
Akcja gry jest podzielona na 21 zadań (misji) rozgrywających się w różnych częściach świata: na Sycylii, w Petersburgu, w Japonii, w Malezji, w Nurestanie i w Indiach. Na początku każdej z nich gracz sterujący Agentem 47 dostaje zlecenie, które wymaga zabójstwa jednej lub więcej osób, przy czym sposób realizacji zlecenia zależy od gracza i prawie zawsze istnieje wiele dróg do ukończenia powierzonej misji. Autorzy dali graczowi swobodę dotyczącą tego, w jaki sposób będzie grał: może on wybrać styl skradankowy lub bardziej otwarty. Przed każdym zadaniem gracz otrzymuje odprawę, składającą się z informacji wywiadowczych na temat osoby-celu, mapy wyszczególniającej obszar, w którym Agent 47 ma spotkać osobę-cel i listę broni, którą może wziąć na misję. Odprawą zarządza kontrolerka Hitmana w ICA, Diana Burnwood. Informacje wywiadowcze zazwyczaj zawierają fotografię przeznaczonej do zabicia osoby, a czasem także poświęcony jej materiał wideo. Możliwe jest przebieranie się w ubrania zabitych lub uśpionych ludzi celem wtopienia się w otoczenie, wejścia do miejsc zastrzeżonych, przejścia niezauważenie obok ochroniarzy (o ile Hitman nie znajduje się zbyt blisko nich) i swobodnego władania bronią, w zależności od rodzaju przebrania. Przeciwnicy Agenta 47 mogą odkryć jego przebranie, gdy będzie zachowywać się podejrzanie, ponadto mogą znaleźć pozostawione przez Hitmana zwłoki innych osób i poinformować pozostałych strażników, dlatego należy całą akcję dokładnie planować. Stan odkrycia przykrywki głównego bohatera przez wrogów pokazuje pasek poziomu „podejrzenia”, umieszczony obok paska poziomu zdrowia. Jednocześnie sztuczna inteligencja przeciwników ma pewne braki (np. nieostrożne zachowania i niezwracanie uwagi na pozostawione plamy krwi). Ważnym elementem rozgrywki jest uruchamiana odpowiednim klawiszem mapa z radarem, na której widać rozmieszczenie osób i kierunek, w którym idą. Podczas rozgrywki można wychylać się zza ścian i niszczyć źródła światła.
W przeciwieństwie do Hitman: Codename 47, gra oferuje trzy poziomy trudności, które różnią się od siebie liczbą możliwych zapisów stanu gry (poziom Normal – 7 zapisów, Expert – 2, Professional – 0), inteligencją przeciwników oraz liczbą informacji na mapie. Po wypełnieniu zadania poczynania zabójcy zostają ocenione w podsumowaniu, w którym brane są pod uwagę takie wartości jak liczba zranionych wrogów i cywili, oddane strzały, wszczęte alarmy, stopień agresji i dyskrecja. W zależności od wystawionych ocen gracz otrzymuje odpowiednią rangę – najwyższą jest tytułowy „Silent Assassin”, ale istnieje jeszcze ponad 30 innych, m.in. „Masowy Morderca”, „Cień”, „Egzekutor” i „Psychopata”. Za ukończenie misji z rangą „Silent Assassin” gracz dostaje bonusową broń, która trafia do zbrojowni zabójcy i może być wykorzystana w następnych misjach. Arsenał w grze jest bardzo bogaty. Podstawę stanowi broń biała: garota i nóż, a obecne są ponadto kusza, strażacki topór, japońska katana i kij golfowy. Do dyspozycji jest również buteleczka chloroformu – środka usypiającego, pozwalającego unieszkodliwić wroga nie zabijając go. Jego działanie jest zależne od długości „usypiania” przeciwnika. Wśród broni palnej znajdują się pistolety i rewolwery (Colt .45, 9mm, broń kal 0.22 z wbudowanym tłumikiem), pistolety maszynowe i karabinki (MP5, Uzi, M4), strzelby (strzelba myśliwska, obrzyn, SPAS 12), karabin maszynowy M60 oraz karabiny wyborowe (SWD Dragunow, Walhter WA 2000, Barrett M82).

## Tworzenie gry
Jednym z większych minusów gry Hitman: Codename 47 była jej nieprzyjazna graczom natura, jednak mimo to ukazała swój potencjał. W Hitman 2: Silent Assassin ulepszona została sztuczna inteligencja, a poszczególne misje zostały pomniejszone. Czasopismo „PC Gamer” uznało w grudniu 2001 roku, że Silent Assassin będzie tym, czego oczekiwało się od części pierwszej.
Gra została zapowiedziana 4 października 2001 roku na wiosnę kolejnego roku, ale potem premiera została przesunięta na jesień. 30 września 2002 roku gra trafiła do tłoczni.
Gra działa na zmodyfikowanym silniku z części pierwszej – Glacier. Modyfikacje silnika pozwoliły na wygenerowanie bardziej szczegółowych postaci i scenerii tła, dzięki czemu grafika w grze sprawia o wiele lepsze wrażenie niż ta z Hitman: Codename 47.

### Ścieżka dźwiękowa
Autorem ścieżki dźwiękowej z gry jest Jesper Kyd. Utwory z niej zostały wykonane przez ponad 110 osób z Chóru i Orkiestry Symfonii Narodowej w Budapeszcie. Muzyka z gry została nominowana przez serwis GameSpot w kategorii „najlepsza ścieżka dźwiękowa roku”.
1 stycznia 2002 roku w Europie wydano album ze ścieżką dźwiękową z gry, zawierający następujące utwory:
| Nr  | Tytuł utworu                            | Długość |
| --- | --------------------------------------- | ------- |
| 1.  | „Hitman 2 Main Title”                   | 02:09   |
| 2.  | „Waiting for Action”                    | 01:54   |
| 3.  | „Action Begins”                         | 02:05   |
| 4.  | „47 Makes a Decision”                   | 02:06   |
| 5.  | „The Penthouse”                         | 02:02   |
| 6.  | „Japanese Mansion”                      | 02:15   |
| 7.  | „Japanese Snow Castle”                  | 02:19   |
| 8.  | „Streets of India”                      | 02:04   |
| 9.  | „Mission in India”                      | 02:08   |
| 10. | „47 in St. Petersburg”                  | 01:56   |
| 11. | „Trouble in Russia”                     | 01:54   |
| 12. | „Desert Sun”                            | 02:07   |
| 13. | „Arabian Dance”                         | 01:51   |
| 14. | „The Setup”                             | 02:00   |
| 15. | „End Boss”                              | 02:31   |
| 16. | „Slow Ambience”                         | 02:43   |
| 17. | „Fast Ambience”                         | 02:15   |
| 18. | „H2 Exploration”                        | 04:10   |
| 19. | „H2 Action”                             | 02:06   |
| 20. | „Dreams of Istanbul”                    | 07:46   |
| 21. | „Hong Kong Themes (Hitman Codename 47)” | 07:34   |
| 22. | „47 Main Title (Hitman Codename 47)”    | 06:52   |
|     |                                         | 1:04:47 |

## Polskie wydanie
6 marca 2007 roku gra Hitman 2: Silent Assassin została wydana przez firmę Cenega na platformę Microsoft Windows w stanowiącym część serii wydawniczej Kolekcja Klasyki zbiorczym wydaniu Hitman: Trylogia wraz z dwiema innymi częściami serii: poprzednią Hitman: Codename 47 i następną Hitman: Kontrakty. Było to pierwsze, najbardziej dopracowane polskie wydanie tych gier, w którym każda z gier miała polską wersję językową (napisy), a ponadto do każdej z nich dołączony został poradnik w formacie PDF.

## Odbiór
Gra Hitman 2: Silent Assassin spotkała się z pozytywnym odbiorem, uzyskując według agregatora GameRankings średnią ocen wynoszącą 84,85% na podstawie 33 recenzji w wersji na Microsoft Windows i 85,02% na podstawie 48 recenzji w wersji na PlayStation 2, zaś według Metacritic 87/100 punktów na podstawie 20 recenzji dla wersji Microsoft Windows i 85/100 na podstawie 19 recenzji dla wersji PlayStation 2.
Krzysztof „Hitman” Żołyński, autor recenzji z serwisu internetowego Gry-Online, ocenił grę na 8,5/10 i napisał, że „niezależnie od wybranego poziomu trudności trzeba mieć oczy dookoła głowy i otwarte strzelanie do przeciwników nie daje szansy na wygraną”. Greg Kasavin z serwisu GameSpot przyznał grze 8,6/10, podkreślając przy tym, że program nie zawiera większości błędów z poprzedniej części, jednocześnie zachowując wyjątkowość. Scott Osborne z serwisu GameSpy chwalił grę za „wytworną grafikę” i dużą liczbę broni, wystawiając jej ocenę czterech i pół gwiazdki na pięć możliwych. Steve Butts z serwisu IGN określił możliwość zapisywania gry, ostatecznie ocenionej na 8,7/10, jako „dużą zmianę na lepsze”.
Czasopismo CD-Action umieściło grę na 70. miejscu rankingu „100 najlepszych gier” w 2004 roku i 92. miejscu na analogicznej liście w 2006 roku. Z kolei w 2006 roku amerykańskie czasopismo „Next Generation” przyznało grze 47. miejsce w rankingu „The Top 100 Games of the 21st Century”, stworzonym dla gier na konsole szóstej generacji (PlayStation 2, Xbox i GameCube) w oparciu o ich sprzedaż jednostkową w Stanach Zjednoczonych.
Wersje gry na Microsoft Windows i Xbox otrzymały od organizacji Entertainment and Leisure Software Publishers Association (ELSPA) „srebrną” nagrodę sprzedaży, przyznawaną za sprzedaż co najmniej 100 tysięcy egzemplarzy na terenie Wielkiej Brytanii, zaś wersja na PlayStation 2 dostała od ELSPA „platynową” nagrodę sprzedaży, warunkowaną sprzedażą przynajmniej 300 tysięcy kopii w Wielkiej Brytanii.

### Kontrowersje
Początkowo gra zawierała misję, w której gracz miał zabić grupę sikhów w lokacji wzorowanej na ich najświętszym miejscu, Złotej Świątyni, gdzie w 1984 roku setki sikhów zostały zamordowane przez indyjskich żołnierzy. Misja ta spotkała się ze zdecydowanym sprzeciwem samych sikhów, którzy zarzucili twórcom „rasizm i obrazę”. W następstwie tego wydawca gry, Eidos Interactive, wystosował oficjalne oświadczenie z podkreśleniem, że celem twórców nie była chęć obrażenia kogokolwiek oraz przeprosinami, a także ostatecznie usunął kontrowersyjną misję z edycji gry na Microsoft Windows i GameCube (edycje na PlayStation 2 i Xbox pozostały niezmienione).